# Mitteldeutscher Basketball Club
Il Mitteldeutscher Basketball Club è una società cestistica avente sede a Weißenfels, in Germania. Fondata nel 1958 come SSV Einheit Weißenfels, nel 1999 ha assunto la denominazione attuale. Gioca in Basketball-Bundesliga.
Nel 2005, dopo aver vinto l'anno precedente l'EuroCup Challenge, fu costretta a ripartire dalle serie minori per problemi economici.
Disputa le partite interne nella Stadthalle Weißenfels, che ha una capacità di 3.000 spettatori.

## Palmarès
- Coppa di Germania: 1

2024-2025
- FIBA Europe Cup: 1

2003-2004

## Roster 2023-2024
Aggiornato al 6 dicembre 2023.
|    | Naz.                                         | Ruolo | Sportivo         | Anno | Alt. | Peso |  |
| -- | -------------------------------------------- | ----- | ---------------- | ---- | ---- | ---- |  |
| 2  | Germania (bandiera)                          | G     | Tim Martinez     | 2002 | 198  | 85   |  |
| 3  | Germania (bandiera)                          | P     | Nico Wenzl       | 2001 | 184  | 71   |  |
| 5  | Germania (bandiera)                          | P     | Moritz Heck      | 2002 | 201  | 71   |  |
| 8  | Germania (bandiera)                          | C     | Martin Breunig   | 1992 | 203  | 100  |  |
| 11 | Germania (bandiera)                          | G     | Kostja Mushidi   | 1998 | 195  | 95   |  |
| 15 | Stati Uniti (bandiera)                       | A     | Stephon Jelks    | 1996 | 198  | 102  |  |
| 20 | Stati Uniti (bandiera)                       | P     | Diante Baldwin   | 1994 | 183  | 82   |  |
| 22 | Stati Uniti (bandiera)                       | G     | Johnathan Stove  | 1995 | 193  | 100  |  |
| 23 | Stati Uniti (bandiera)                       | P     | Charles Callison | 1994 | 185  | 85   |  |
| 25 | Norvegia (bandiera)                          | AP    | Chris-Ebou Ndow  | 1993 | 198  | 96   |  |
| 30 | Stati Uniti (bandiera)                       | AP    | Vince Edwards    | 1996 | 203  | 102  |  |
| 31 | Germania (bandiera)                          | C     | Hendrik Warner   | 2002 | 208  | 106  |  |
| 54 | Stati Uniti (bandiera) · Germania (bandiera) | C     | John Bryant      | 1987 | 211  | 127  |  |
| 55 | Benin (bandiera) · Germania (bandiera)       | PG    | Ralph Hounnou    | 2002 | 192  | 87   |  |

### Staff tecnico
| Allenatore: | Predrag Krunić                       |
| Assistenti: | Tomoaki Ikegaya, Dīmītrīs Antōniadīs |